# Giant GRB Ring
Il Giant GRB Ring (in italiano traducibile come: Anello gigante di lampi di raggi gamma) è una enorme struttura di galassie che si estende per una lunghezza complessiva di 5,6 miliardi di anni luce.
La sua scoperta è stata annunciata nell'agosto 2015 da un gruppo di astronomi ungheresi e americani, alcuni dei quali comunicarono nel 2013 la scoperta della più grande struttura mai individuata nell'Universo osservabile, la Great Gamma-Ray Burst Wall (o NQ2-NQ4 GRB overdensity) talora denominata, impropriamente, Grande muraglia di Ercole-Corona Boreale, delle dimensioni di circa 10 miliardi di anni luce.
Sia il Giant GRB Ring che la Great Gamma-Ray Burst Wall sono state individuate attraverso la mappatura di lampi gamma verificatisi in zone remote dell'universo, mediante strumenti situati a terra e satelliti in orbita e che sono elencati nel Gamma Ray Burst Online Index, un catalogo che raccoglie i lampi gamma registrati.
In tal modo sono stati individuati 9 lampi gamma situati ad una distanza dalla Terra (tra 2672 e 2866 megaparsec) e redshift (0,785 < z < 0,859) piuttosto simili. Tale gruppo di lampi gamma, a cui corrispondono altrettante galassie, formano nell'insieme una struttura circolare del diametro di 36°, che equivale ad una estensione di 5,6 miliardi di anni luce.
Le analisi statistiche effettuate hanno portato alla conclusione che tale configurazione ha molte probabilità di essere reale in quanto vi è una sola probabilità su 20.000 che la distribuzione circolare sia frutto del caso.
Ovviamente la scoperta del Giant GRB Ring, come del Great Gamma-Ray Burst Wall, pone dei problemi su come spiegare l'esistenza di strutture di tali dimensioni, nell'universo a grande scala, che eccedono il limite teorico di 1,2 miliardi di anni luce, in quanto contraddicono il principio cosmologico che vuole, a tali grandezze, che l'Universo sia omogeneo e isotropico.
In alternativa ad una vera e propria struttura circolare, potrebbe trattarsi della proiezione di una sfera dove i lampi gamma si sono succeduti ad un intervallo di circa 250 milioni di anni.
È stata infine calcolata la massa totale del Giant GRB Ring che è stimata in 1017 - 1018 masse solari nel caso di una struttura ad anello, e di 1018 - 1019 masse solari nel caso di una sfera.
Evidentemente saranno necessari ulteriori studi per chiarire la natura di queste strutture, di cui esistono altri esempi, come lo Huge-LQG di 4 miliardi di anni luce, lo U1.11 di 2,5 miliardi di anni luce, il Clowes-Campusano LQG di 2 miliardi di anni luce e lo stesso Sloan Great Wall di 1,37 miliardi di anni luce.
| ID GRB (lampo gamma) | Redshift (z) | Distanza (Mpc) | Longitudine galattica (l) (gradi) | Latitudine galattica (b) (gradi) |
| -------------------- | ------------ | -------------- | --------------------------------- | -------------------------------- |
| 040924               | 0,859        | 2866           | 149,45                            | -42,52                           |
| 050824               | 0,828        | 2786           | 123,46                            | -39,99                           |
| 051022               | 0,809        | 2736           | 106,53                            | -41,28                           |
| 060202               | 0,785        | 2672           | 142,92                            | -20,54                           |
| 071112C              | 0,823        | 2772           | 150,37                            | -28,43                           |
| 080710               | 0,845        | 2831           | 118,43                            | -42,96                           |
| 100816A              | 0,804        | 2723           | 101,39                            | -32,53                           |
| 101225A              | 0,847        | 2836           | 114,45                            | -17,20                           |
| 120729A              | 0,800        | 2712           | 123,85                            | -12,65                           |